# Lupita Tovar
Lupita Tovar (Oaxaca, 27 de julho de 1910 – Los Angeles, 12 de novembro de 2016), nascida Guadalupe Natalia Tovar, foi uma atriz mexicana, famosa por ter protagonizado Santa, o primeiro filme sonoro mexicano em 1931. Iniciou sua carreira participando de filmes mudos.
Outra grande produção que participou, foi na versão em língua espanhola de Drácula, de 1931.
Morreu em 12 de novembro de 2016, aos 106 anos.